# فاتر (جبيل)
فتري هي إحدى القرى اللبنانية من قرى قضاء جبيل في محافظة جبل لبنان.